# Purumitra australiensis
Purumitra australiensis – gatunek pająka z rodziny koliściakowatych.
Gatunek ten został opisany w 1995 roku przez Brenta D. Opella. Miejscem typowym jest Pelican Island.
Samce osiągają około 2,3, a samice około 2,5 mm długości ciała. Karapaks mają ciemnoszary z beżowymi pasem środkowym i pasami bocznymi. Dwa czarne pasy biegną na wierzchu i spodzie szczękoczułków. Sternum samca jasnoszare pośrodku i ciemne na brzegach, samicy zaś jednolicie ciemnoszare. Opistosoma z wierzchu biała, po bokach szaro nakrapiana z białym pasem, od spodu ciemnoszara z trzema wąskimi beżowymi paskami, z których środkowy załamany. Samica ma epigyne z parą kieszeni bocznych i niepodzieloną kieszenią środkową, zaś samiec wyróżnia się od innych przedstawicieli rodzaju budową apofizy środkowej goleni nogogłaszczków.
Pająk endemiczny dla Australii, znany z kilku wysp u wybrzeży Queensland. Zasiedla przybrzeżne lasy. Buduje okrągłe, pionowe, wyposażone w sublimentum sieci łowne. Zlokalizowane są one blisko gruntu, w piętrze podszytu, wśród paproci i na brzegach lasów. Okazy młodociane tworzą pajęczyny bliżej ziemi niż dojrzałe samice.